# Mahdi Al-Humaidan
Mahdi Faisal Ebrahim Al-Humaidan (ar. مهدي فيصل حميدان; ur. 19 maja 1993 w Manamie) – bahrajński piłkarz grający na pozycji pomocnika. Od 2017 jest zawodnikiem klubu Al-Ahli Manama.

## Kariera piłkarska
Od 2017 roku Al-Humaidan jest zawodnikiem klubu Al-Ahli Manama.

## Kariera reprezentacyjna
W reprezentacji Bahrajnu Al-Humaidan zadebiutował 19 listopada 2018 w przegranym 1:2 towarzyskim meczu z Omanem. W debiucie zdobył gola. W 2019 roku został powołany do kadry na Puchar Azji.